# يوجين فينافير
يوجين فينافير (بالروسية: Евгений Максимович Винавер Yevgeniĭ Maksimovich Vinaver, 18 June 1899 – 21 July 1979) كان باحثًا أدبيًا بريطانيًا روسي المولد اشتهر اليوم بنسخته من أعمال السير توماس مالوري.

## النشأة
وُلد فينافير في سانت بطرسبرغ، وهو ابن محامٍ سياسي قومي يهودي روسي  وزعيم الجالية اليهودية  مكسيم فينافير، الذي هاجر إلى فرنسا عام 1919. 
درس يوجين فينافير في المدرسة التطبيقية للدراسات العليا في باريس، حيث كان تلميذاً لجوزيف بيدييه.

## حياته في إنجلترا

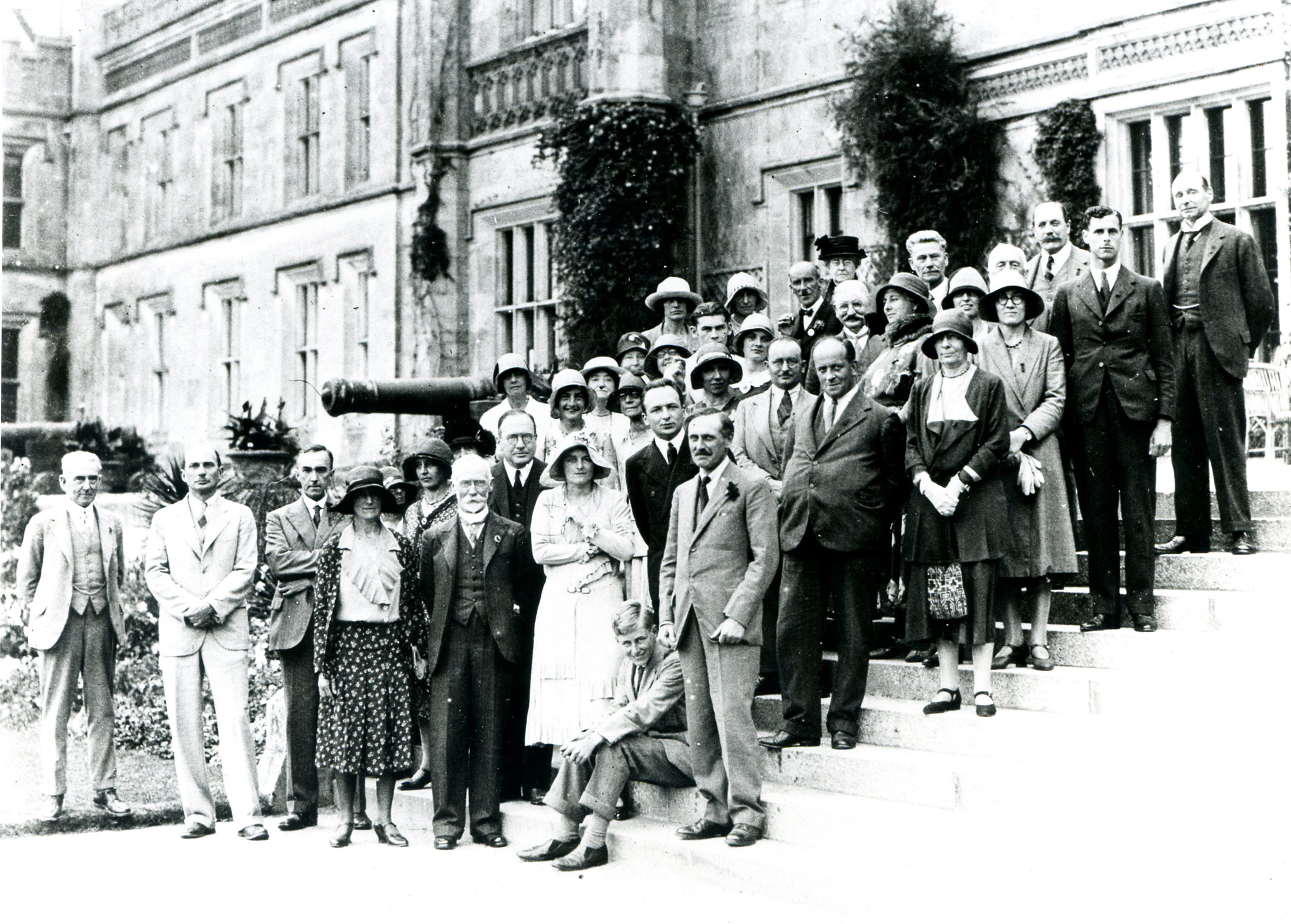
مؤتمر آرثر في ترورو عام 1930

منذ أواخر عشرينيات القرن الماضي، عاش في إنجلترا (كان ميلدريد بوب أحد أساتذته) وفي عام 1933 تم تعيينه أستاذًا للغة الفرنسية وآدابها في جامعة مانشستر. حصل على الدكتوراه من جامعة أكسفورد عام 1950.
في عام 1928، أسس فينافير في أكسفورد جمعية آرثر، والتي نشرت مجلدين تحت عنوان آرثوريانا "Arthuriana" (1929، 1930). تم تغيير اسم هذا المجتمع إلى جمعية دراسة لغات وآداب العصور الوسطى. أصبحت آرثوريانا فيما بعد  Medium Aevum. في عام 1948، تم تنظيم جمعية آرثر الدولية من قبل يوجين فينافير وجان فرابر.
في عام 1947، نشر يوجين فينافير إصدارًا جديدًا من كتاب السير مالوري موت آرثر "Morte d'Arthur"، استنادًا إلى مخطوطة وينشستر التي تعود إلى القرن الخامس عشر والتي اكتشفها والتر فريزر أوكشوت في مكتبة كلية وينشستر في عام 1934. وأشار إلى الاختلافات الهيكلية بين النص في المخطوطة وطبعة كاكستون من Morte d'Arthur، مثل عناوين الفصول والأقسام وتغييرات الصياغة.
بالإضافة إلى اهتمامه بأسطورة آرثر، كان لفينافير أيضًا مؤلفات معترف بها عن راسين وفلوبير.
كان فينافير عضوًا مراسلًا للأكاديمية البريطانية، وحائزًا على جائزة الأكاديمية الفرنسية للعلوم، وأكاديمية القرون الوسطى الأمريكية، وعضوًا أجنبيًا في أكاديمية اللغة الإنجليزية والأدب الفرنسية في بلجيكا. حصل على وسام جوقة الشرف.

## أعمال مختارة
- الشكل والمعنى في الرومانسية في العصور الوسطى، 1966 (بالأنجليزية: Form and Meaning in Medieval Romance, 1966)
- نهوض الرومانسية، 1971 (بالأنجليزية: The Rise of Romance, 1971)
- بحث في شعر العصور الوسطى، 1970 (بالفرنسية: À la recherche d'une poétique médiévale, 1970)